# Cryptus trochanterator
Cryptus trochanterator là một loài tò vò trong họ Ichneumonidae.